# Łoziwok
Łoziwok (ukr. Лозівок) – wieś na Ukrainie, w obwodzie czerkaskim, w rejonie czerkaskim. W 2001 liczyła 737 mieszkańców, wśród których 684 jako ojczysty język wskazało ukraiński, 52 rosyjski, a 1 białoruski.